# Praz-sur-Arly
Praz-sur-Arly är en kommun i departementet Haute-Savoie i regionen Auvergne-Rhône-Alpes i sydöstra Frankrike. Kommunen ligger i kantonen Sallanches som tillhör arrondissementet Bonneville. År 2022 hade Praz-sur-Arly 1 289 invånare.

## Befolkningsutveckling
Antalet invånare i kommunen Praz-sur-Arly
| Referens: INSEE |